# کیش‌واردا
شهر کیش‌واردا (به مجاری: Kisvárda) در سابولچ-ساتمار-برگ در کشور مجارستان واقع شده‌است. جمعیت این شهر ۱۷٫۵۵۰ نفر است.